# Bombinatoride
Bombinatoridele (Bombinatoridae) este o mică familie de amfibii anure acvatice diurne,  răspândite în Europa și estul Asiei,  care trăiesc tot timpul, cu excepția perioadei de iernare, în apă prin mlaștini, lacuri, râuri de munte cu fund pietros, băltoace puțin adânci. Au corpul turtit. Partea dorsală a corpului este foarte verucoasă, acoperită cu numeroși negi, iar abdomenul este viu colorat. Limba este discoidală și concrescută cu planșeul bucal, fiind neprotractilă. Familia bombinatoridelor cuprinde numai 10 specii, grupate în 2 genuri: Bombina și Barbourula.  În clasificările mai vechi aceste 2 genuri erau incluse în familia discogloside (Discoglossidae). În România trăiește numai genul  Bombina cu 2 specii: buhaiul de baltă cu burta roșie (Bombina bombina) și buhaiul de baltă cu burtă galbenă (Bombina variegata).

## Sistematica
Familia cuprinde 10 specii, grupate în 2 genuri: Bombina și Barbourula.
- Genus Barbourula
  - Barbourula busuangensis Taylor & Noble, 1924
  - Barbourula kalimantanensis Iskandar, 1978
- Genus Bombina
  - Bombina bombina (Linnaeus, 1761)
  - Bombina lichuanensis Ye and Fei, 1993
  - Bombina fortinuptialis Tian & Wu, 1978, considerat de unii autori sinonim cu Bombina lichuanensis
  - Bombina microdeladigitora Liu, Hu & Yang, 1960, considerat de unii autori sinonim cu Bombina maxima
  - Bombina maxima (Boulenger, 1905)
  - Bombina orientalis (Boulenger, 1890)
  - Bombina pachypus (Bonaparte, 1838)
  - Bombina variegata (Linnaeus, 1758)